# Baltimora geminata
Baltimora geminata là một loài thực vật có hoa trong họ Cúc. Loài này được (Brandegee) Stuessy mô tả khoa học đầu tiên năm 1973.